# Barbarea macrocarpa
Barbarea macrocarpa là một loài thực vật có hoa trong họ Cải. Loài này được (Boiss.) Al-Shehbaz & Jacquemoud mô tả khoa học đầu tiên năm 2000.